# 海南紫麻
海南紫麻（学名：Oreocnide villosa）为荨麻科紫麻属下的一个种。

## 扩展阅读
- 維基物種上的相關：海南紫麻